# Fulko z Neuilly
Fulko z Neuilly, fr. Foulques de Neuilly (ur. ?, zm. 1201) – kaznodzieja francuski z miasteczka Neuilly-sur-Marne, głosiciel IV krucjaty. 

## Życiorys
Zyskał dużą popularność wśród ludu dzięki swym kazaniom i rzekomym cudom – zapewne z tego powodu papież Innocenty III wybrał go w 1198 r. na głosiciela IV krucjaty. Na jego wezwanie odpowiedziało wielu, lecz po jego śmierci część krzyżowców straciła morale, co było jedną z przyczyn osłabienia tej wyprawy. Do zmniejszenia posłuchu dla Fulka przyczyniły się też podejrzenia o sprzeniewierzenie przez niego części zebranych na krucjatę funduszy.